# Awakening (Marko Lackner)
Awakening è un album di Marko Lackner con Bob Brookmeyer, pubblicato nel 2005 dall'etichetta Between The Lines Records.

## Tracce
1. Downhill – 5:52 (Marko Lackner)
2. Intervalls – 2:46 (Marko Lackner)
3. Zwifacha – 10:17 (Marko Lackner)
4. Song for a Lost Child – 6:55 (Marko Lackner)
5. Gravity – 2:18 (Marko Lackner)
6. Red Poppy – 8:48 (Marko Lackner)
7. Dr. Doolittle – 1:42 (Marko Lackner)
8. Hibernation – 8:27 (Marko Lackner)
9. Hurtig – 6:01 (Marko Lackner)
10. Crystals – 4:38 (Marko Lackner)

## Formazione
- Marko Lackner - sassofono, conduttore musicale
- Bob Brookmeyer - trombone a pistoni
- Hubert Nuss - pianoforte
- Axel Schlosser - tromba
- Sebastian Strempel - tromba
- Thorsten Benkenstein - tromba
- Torsten Maaß - tromba
- Edgar Herzog - sassofono
- Niels Klein - sassofono
- Nils Van Haften - sassofono
- Oliver Leicht - sassofono
- Florian Trübsbach - sassofono
- Anders Wiborg - trombone
- Christian Jaksjø - trombone
- Ed Partyka - trombone
- Steve Trop  - trombone
- Ingmar Heller - contrabbasso
- John Hollenbeck - batteria